# Statue-menhir de la Serre
La statue-menhir de la Serre est une stèle classée parmi les statues-menhirs du groupe rouergat découverte à Nages, dans le département du Tarn en France.

## Description
Elle a été découverte en deux étapes. Une première pierre avait été découverte dans un champ lors de labours puis déposée en bordure de champ. Lors d'un second labour, une deuxième pierre fut découverte et à cette occasion, on se rendit compte que les deux pierres correspondaient à deux fragments d'une probable statue-menhir. Elle a été taillée dans une dalle de granite. Elle mesure 1,85 m de hauteur, 1,10 m de largeur et 0,56 m d'épaisseur. La face antérieure est légèrement convexe et la face postérieure est bombée. Elle ne comporte aucun motif hormis, sur la face antérieure à  0,52 m de la base, une importante rainure gravée sur toute la largeur de la pierre sur  7 à 8 cm de largeur et profonde au maximum de 7 cm.
Cette pierre présente une parenté stylistique très forte (la rainure) avec les statues-menhirs de Sagnaussel et de Rouvières. Dans les trois cas, le travail de sculpture est assez fruste et dans l'absolu leur caractère anthropomorphe est discutable, la silhouette humaine étant à peine esquissée.